# Kupiansk
Kupiansk sau Kupeansk este un oraș din regiunea Harkov, Ucraina. Este situat pe râul Oskol, nu departe (40 km) de granița cu Rusia. A fost întemeiat în 1655 ca o slobozie (sat mare cu populație liberă, neiobagă) și a fost cartierul regimentului Harkov și al regimentului Izium din Ucraina Slobozeană (1685–1765). În 1780 a devenit oraș județean în locotenența Voronej, gubernia Slobozeană Ucraineană (1797) și gubernia Harkov (1835). La sfârșitul secolului al XIX-lea, Kupiansk a devenit un important nod feroviar: cinci linii de cale ferată se intersectează aici și în orașelul vecin Kupiansk-Uzlovoi. A fost ocupat de armata Rusă pe 27 februarie 2022 în timpul invaziei Rusiei în Ucraina, dar populația orașului a organizat mitinguri pro-ucrainene. Forțele armate ale Ucrainei au eliberat complet orașul pe 18 septembrie 2022. În oraș este o fabrică de mașini agricole și întreprinderi din industrie alimentară, un muzeu istorico-etnografic și un colegiu tehnic de autotransport. Conform recensământului  din 2001, în oraș locuiau 32.449 persoane (92,7% față de 1989); iar în 2025 - 900 persoane; majoritatea ucraineni.